# Rachid Benmahmoud
Rachid Benmahmoud de son nom complet Mohamed Rachid Benmahmoud (en arabe: رشيد بن محمود), né le 14 septembre 1971 à Rabat, est un footballeur international marocain, reconverti entraîneur. Il est l'actuel entraîneur-adjoint de Walid Regragui en équipe nationale du Maroc.
Formé au Youssoufia Club de Rabat, Rachid Benmahmoud commence le football professionnel en Botola Pro en 1993 sous forme de prêt au Fath US avant d'obtenir son premier transfert à l'étranger en 1996 à l'Al-Rayyan SC, club avec lequel il est vice-champion du championnat qatarien et finaliste de la Coupe du Qatar. Transféré à l'Al-Khaleej Club, il remporte la D2 des Émirats arabes unis avant de rejoindre le Shabab Al-Ahli Club en 1998, club avec lequel il remporte la Coupe des Émirats arabes unis en 2002. En fin de carrière, il acquiert la nationalité émiratie. Depuis 2007, il est actif en tant qu'entraîneur et entraîneur adjoint.
N'ayant reçu aucun cap en catégorie inférieure de l'équipe du Maroc, il reçoit sa première sélection en 1994 sous le sélectionneur Abdellah Blinda. Il reçoit 27 caps en équipe du Maroc, atteignant le premier tour de la Coupe d'Afrique 2000 et de la Coupe d'Afrique 2002.

## Biographie

### Carrière en club (1986-2005)
Rachid Benmahmoud est formé au Youssoufia Club de Rabat et commence sa carrière professionnelle en D2 marocaine en 1986, disputant au total trois saisons au sein du club de Rabat. 
En 1989, il rejoint le club voisin du Club agricole Rabat, disputant quatre saisons avant d'obtenir son premier grand départ au Fath US sous forme de prêt. Il dispute une saison en Botola Pro en tant que remplaçant avant de retourner au Crédit agricole Rabat. 

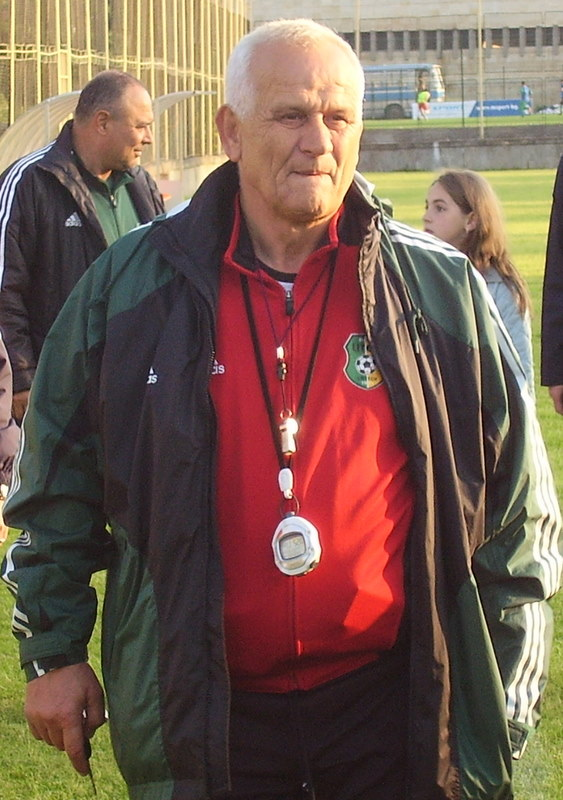
Ljupko Petrović est l'entraîneur de Benmahmoud en 1998 avec le Shabab Al-Ahli Club.

Le 1er juillet 1996, il signe un contrat de deux saisons à l'Al-Rayyan SC, club évoluant en D1 qatarienne et entraîné par le qatarien Eid Mubarak. Il dispute uniquement la saison 1996-97 en jouant quinze matchs et en inscrivant deux buts. Il termine la saison en tant que vice-champion du Qatar avec deux points de retard sur l'Al-Arabi SC et atteint la finale de la Coupe du Qatar après un match nul de 1-1 face à Al-Gharafa SC (défaite aux t.a.b., 3-2). 
Le 1er juillet 1997, il s'engage librement à Al-Khaleej Club en deuxième division émirati, disputant treize matchs et inscrivant trois buts lors de la saison 1997-98. Il parvient à terminer premier du championnat et est promu en première division. Ses prestations en D2 émirati lui valent l'intérêt de plusieurs clubs dans les Pays du Golfe.
Le 2 juillet 1998, il signe un contrat de cinq saisons à Shabab Al-Ahli Club, club entraîné par Ljupko Petrović. Lors de sa première saison (1998-99), il termine le championnat à la 5e place du championnat, se qualifiant ainsi pour la Coupe des clubs champions du golfe Persique 2000. Il remporte sa première Coupe des Émirats arabes unis lors de la saison 2001-02 après une victoire de 3-1 en finale face à Al Jazira SCC. Il se qualifie également pour la Ligue des champions de l'AFC. 
En juillet 2003, il s'engage pour une saison à Al-Arabi SC. Il dispute dix matchs lors de la saison 2003-04 avant de quitter le club lors du mercato hivernal. Le club termine la saison à la 3e place du classement du championnat émirati derrière l'Al-Sadd SC et le Qatar SC. 
En janvier 2004, il s'engage jusqu'en fin de saison à l'Al-Khaleej Club, club promu en D1 émirati. Lors de la saison 2003-2004, il ne dispute que trois matchs avec le club avant que son contrat prenne fin en juillet 2004. Cependant, il n'est pas prolongé.
Rachid Benmahmoud termine sa carrière footballistique en 2005 après un passage à Dibba Al-Hisn Sports Club (en) en D2 émirati.

### Carrière internationale (1994-2002)
Le 23 mars 1994, il reçoit sa première sélection sous le sélectionneur Abdellah Blinda à l'occasion d'un match amical, portant le no 2 face au Luxembourg aux côtés de Hassan Kachloul ou encore Lahcen Abrami (victoire, 1-2). Le 20 avril 1994, il reçoit sa deuxième sélection en amical face à l'Argentine à l'Estadio El Gigante del Norte (es), faisant face à Gabriel Batistuta et Diego Maradona, buteur à la 55e minute, aux côtés de Mustapha Hadji ou Mohamed Chaouch, buteur à la 63e minute (défaite, 3-1). Le 4 septembre 1994, il participe à son premier match officiel avec le Maroc à l'occasion des éliminatoires de la CAN 1996, faisant face au Burkina Faso à Ouagadougou (défaite, 2-1). 
Le 20 mars 1996, il inscrit son premier but international à l'occasion du tournoi EAU face à l'Égypte à Dubaï (victoire, 0-2). Après un match nul de 2-2 face à la Corée du Sud et une défaite de 1-0 face aux Émirats arabes unis, il est éliminé au premier tour. Rarement convoqué lors des trêves internationales, il dispute un match amical en 1996 face au Zaïre à Settat (victoire, 7-0), un autre en 1999 face aux États-Unis à Marrakech (victoire, 2-1) et un dernier en 2000 face au Trinité-et-Tobago à El Jadida (victoire, 1-0). En janvier 2000, il figure sur la liste définitive de Henri Michel pour prendre part à la Coupe d'Afrique 2000 à Lagos au Nigeria. Lors de cette compétition, il fait face au Congo (victoire, 0-1), à la Tunisie (match nul, 0-0) et le Nigeria (défaite, 2-0) avant d'être éliminé au premier tour.

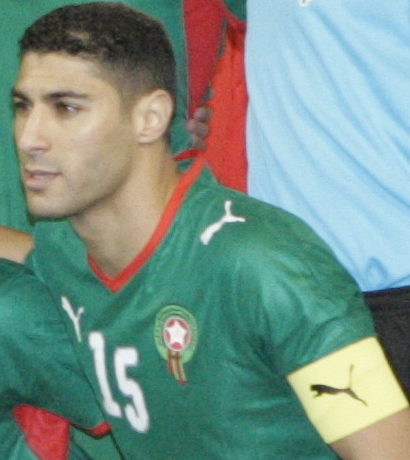
Benmahmoud est coéquipier de Youssef Safri entre 1999 et 2002.

Le 24 mars 2001, il dispute son premier match des éliminatoires de la CAN 2002 face à la Tunisie à Rabat (victoire, 2-0). Il devient également un élément clé pour les éliminatoires de la Coupe du monde 2002, jouant titulaire le 21 avril 2001 face à la Namibie (victoire, 3-0) et le 4 mai 2001 face à l'Algérie (victoire, 1-2). Lors du match face à l'Algérie à Alger, Gharib Amzine et Rachid Benmahmoud sont les buteurs de ce match côté marocain. Quatorze jours plus tard, le Maroc bat également l'Égypte au Complexe sportif Moulay-Abdallah (victoire, 1-0). Le 14 juillet 2001, à l'occasion d'un match barrage contre le Sénégal, le Maroc perd le match sur un petit score de un à zéro à Dakar. Le Maroc ne se qualifie finalement pas à la Coupe du monde 2002. 
En décembre 2001, le Maroc convoque Rachid Benmahmoud à deux reprises, à l'occasion des préparations à la Coupe d'Afrique 2002, notamment le 12 décembre 2001 face au Mali à Settat (match nul, 1-1) et le 13 janvier 2002 face à la Guinée (victoire, 2-1). Rachid Benmahmoud est finalement sélectionné par Humberto Coelho pour la Coupe d'Afrique 2002 au Mali, jouant uniquement deux matchs de poules contre le Burkina Faso à Ségou (victoire, 1-2) et l'Afrique du Sud, face à laquelle il est buteur malheureux (défaite, 3-1). Le Maroc est ainsi éliminé au premier tour.

### Carrière d'entraîneur (depuis 2007)

#### Al-Ahli Dubaï (2007-2009)
Le 22 février 2007, Rachid Benmahmoud est désigné nouvel entraîneur du Shabab Al-Ahli Club en championnat émirati. Le 1er mars 2007, il dispute son premier match de championnat face à Fujaïrah SC (victoire, 0-2). Il termine la saison 2006-07 à la 7e place du classement du championnat. Lors de cette saison, il utilise Faisal Khalil comme un élément clé de son effectif.
Lors de la saison 2007-2008, il dispute une saison complète et remporte la Coupe des Émirats arabes unis après une victoire de 2-0 face à Al Wasl FC. En championnat, il termine la saison à la 3e place du classement derrière l'Al Shabab Al Arabi Club et l'Al Jazira SCC.
Le 19 septembre 2008, il dispute son premier match de la saison 2008-09 face à Al Nasr SC (victoire, 2-4). Il enchaîne les victoires en championnat et finit par remporter pour la première fois le sacre du championnat émirati, à un point devant l'Al Jazira SCC.
Le 1er juillet 2009, il met un terme à son contrat pour retourner au Maroc.

#### Passage de courte durée en tant qu'adjoint au Qatar SC (2012)

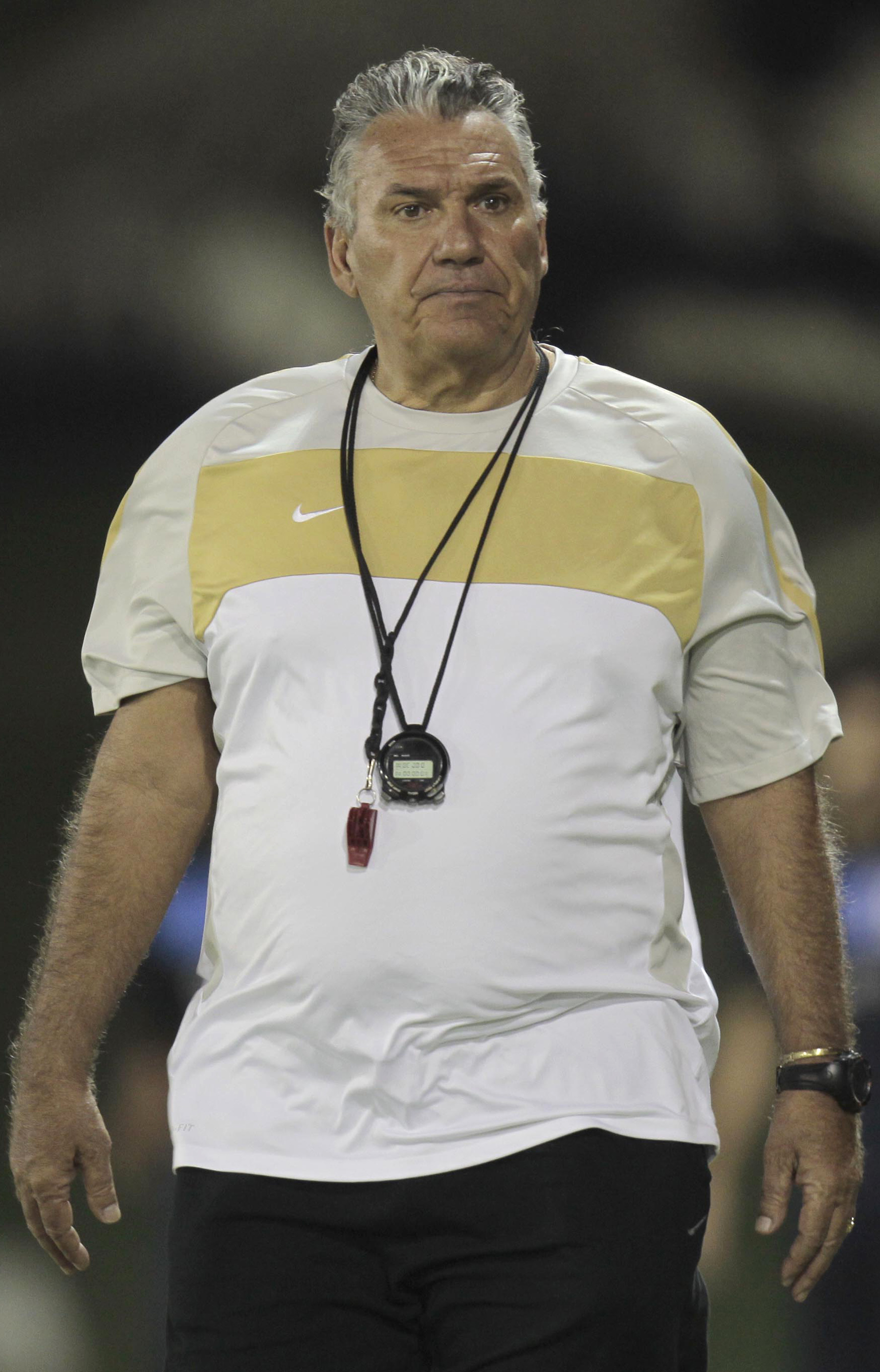
Benmahmoud est l'adjoint de Sebastião Lazaroni en 2012.

Le 1er juillet 2012, Rachid Benmahmoud est officiellement présenté comme entraîneur adjoint de Sebastião Lazaroni au Qatar SC. Cependant, il est souvent rétrogradé pour entraîner l'équipe réserve évoluant en amateurs.
Le 29 juillet 2012, son premier match en tant qu'entraîneur adjoint a lieu face à Al-Sadd SC (défaite, 2-3). Le 24 septembre 2012, un jour après une énième défaite face à Al-Sadd SC (défaite, 2-5), Rachid Benmahmoud met un terme à son contrat au Qatar SC après une proposition de la Fédération royale marocaine de football pour un poste au sein de son staff. Un jour plus tard, il prend son envol vers Rabat.

#### Adjoint de Rachid Taoussi en sélection marocaine (2012-2013)
Le 25 septembre 2012, Rachid Benmahmoud est présenté aux côtés de Walid Regragui en tant qu'entraîneur adjoint de Rachid Taoussi avec l'équipe nationale du Maroc.
Rachid Benmahmoud se charge alors avec Walid Regragui d'un travail d'investigation au sein du championnat marocain pour dénicher les plus grands joueurs afin de les convoquer en équipe première, afin de participer aux préparations de la Coupe d'Afrique 2013.
Après une élimination au premier tour de la Coupe d'Afrique 2013,  les défaites s'enchaînent en sélection marocaine et les contrats des fonctionnaires ne sont pas prolongés, y compris celui de Rachid Benmahmoud qui est démis de ses fonctions le 1er octobre 2013.

#### Adjoint au Wydad AC (2017-2018)
Le 18 janvier 2017, il signe un contrat avec le Wydad AC pour occuper le poste d'entraîneur adjoint aux côtés de Houcine Ammouta.
Le 5 février 2017, son premier match en tant qu'adjoint a lieu au Stade Mohammed-V à l'occasion d'un match de championnat face à l'OC Khouribga (victoire, 4-1). Il termine la saison 2016-17 en tant que champion du Maroc, demi-finaliste de la Ligue des champions de la CAF (éliminé par le Zamalek SC) et huitièmes de finaliste de la Coupe du Maroc (éliminé par le Maghreb de Fes).
Lors de la saison 2017-18, le Wydad AC enchaîne les victoires en championnat en début de saison. Le 4 novembre 2017, il dispute la finale de la Ligue des champions de la CAF face à l'Al Ahly SC et remporte la compétition (victoire, 1-0).
Le 9 janvier 2018, il est démis de ses fonctions.

#### Adjoint de Walid Regragui en sélection marocaine (depuis 2022)
Le 31 août 2022, il est nommé sélectionneur adjoint de l'équipe du Maroc sous Walid Regragui. Le deuxième sélectionneur adjoint est Gharib Amzine. Deux mois plus tard, en octobre 2022, il s'occupe personnellement du cas boycott d'Abderrazak Hamed-Allah concernant son retour en sélection pour participer à la Coupe du monde 2022.
Le 17 janvier 2024, lors de la CAN 2023, le Maroc concède un match nul 1-1 pour son deuxième match de poule contre la République démocratique du Congo, une rencontre notée pour une altercation générale en fin de match entre Walid Regragui et Chancel Mbemba,. Alors que Regragui est suspendu pour le troisième match contre la Zambie, Benmahmoud est contraint de prendre pour la première fois les commandes de l'équipe du Maroc en tant qu'entraîneur principal, menant ainsi le Maroc à la victoire 1-0 contre la Zambie. En huitièmes de finale, les Lions de l'Atlas sont éliminés par l'Afrique du Sud sur un score de 2-0,.

## Statistiques détaillées

### En sélection marocaine
| Caps | Date       | Match                  | Lieu        | Score | Compétition    | But |
| 1    | 23/03/1994 | Luxembourg - Maroc     | Luxembourg  | 1 - 2 | Amical         | --  |
| 2    | 20/04/1994 | Argentine - Maroc      | Salta       | 3 - 1 | Amical         | --  |
| 3    | 04/09/1994 | Burkina Faso - Maroc   | Ouagadougou | 2 - 1 | Elim. CAN 1996 | --  |
| 4    | 07/11/1994 | Maroc - Cameroun       | Casablanca  | 1 - 1 | Amical         | --  |
| 5    | 20/03/1996 | Egypte - Maroc         | Dubai       | 0 - 2 | Tournoi EAU    | 1   |
| 6    | 23/03/1996 | Corée du sud - Maroc   | Dubai       | 2 - 2 | Tournoi EAU    | --  |
| 7    | 26/03/1996 | EAU - Maroc            | Dubai       | 1 - 0 | Tournoi EAU    | --  |
| 8    | 29/08/1996 | Maroc - Zaire          | Settat      | 7 - 0 | Amical         | --  |
| 9    | 17/11/1999 | Maroc - USA            | Marrakech   | 2 - 1 | Amical         | --  |
| 10   | 18/01/2000 | Maroc - Trinité        | El Jadida   | 1 - 0 | Amical         | --  |
| 11   | 25/01/2000 | Congo - Maroc          | Lagos       | 0 - 1 | CAN 2000       | --  |
| 12   | 29/01/2000 | Tunisie - Maroc        | Lagos       | 0 - 0 | CAN 2000       | --  |
| 13   | 03/02/2000 | Nigeria - Maroc        | Lagos       | 2 - 0 | CAN 2000       | --  |
| 14   | 08/02/2001 | Maroc – Corée du sud   | Dubai       | 1 - 1 | Tournoi EAU    | --  |
| 15   | 24/03/2001 | Maroc - Tunisie        | Rabat       | 2 - 0 | Elim. CAN 2002 | --  |
| 16   | 21/04/2001 | Maroc - Namibie        | Rabat       | 3 - 0 | Elim. CM 2002  | --  |
| 17   | 04/05/2001 | Algérie - Maroc        | Alger       | 1 - 2 | Elim. CM 2002  | 1   |
| 18   | 16/06/2001 | Maroc - Gabon          | Fès         | 0 - 1 | Elim. CAN 2002 | --  |
| 19   | 30/06/2001 | Maroc - Egypte         | Rabat       | 1 - 0 | Elim. CM 2002  | --  |
| 20   | 14/07/2001 | Sénégal - Maroc        | Dakar       | 1 - 0 | Elim. CM 2002  | --  |
| 21   | 05/09/2001 | Italie - Maroc         | Piacenza    | 1 - 0 | Amical         | --  |
| 22   | 12/10/2001 | Gambie - Maroc         | Bamako      | 0 - 2 | Tournoi        | --  |
| 23   | 14/10/2001 | Mali - Maroc           | Bamako      | 2 - 1 | Tournoi        | --  |
| 24   | 12/12/2001 | Maroc - Mali           | Settat      | 1 - 1 | Amical         | --  |
| 25   | 13/01/2002 | Maroc - Guinée         | Rabat       | 2 - 1 | Amical         | --  |
| 26   | 26/01/2002 | Burkina Faso - Maroc   | Ségou       | 1 - 2 | CAN 2002       | --  |
| 27   | 30/01/2002 | Afrique du sud - Maroc | Ségou       | 3 - 1 | CAN 2002       | 1   |
| ---- | ---------- | ---------------------- | ----------- | ----- | -------------- | --- |

## Palmarès

### En tant que joueur
Formé au Youssoufia Club de Rabat, il quitte le Maroc en 1996 en signant un contrat à Al-Rayyan SC, y remportant le championnat qatarien et la Coupe du Qatar en l'espace d'une saison. S'engageant à Al-Khaleej aux Émirats arabes unis, il remporte la D2 émirati en 1998 et est récompensé par un transfert à Shabab Al-Ahli Club, y remportant la Coupe des Émirats arabes unis en 2002.
| Al-Rayyan SC :                                                                    | Al-Khaleej (1) :                               | Al-Ahli Club (1) :                                     |
| --------------------------------------------------------------------------------- | ---------------------------------------------- | ------------------------------------------------------ |
| - Championnat du Qatar - Vice-champion : 1997 - Coupe du Qatar - Finaliste : 1997 | - Championnat des EAU D2 (1) - Champion : 1998 | - Coupe des Émirats arabes unis (1) - Vainqueur : 2002 |

### En tant qu'entraîneur
Devenu pour la première fois entraîneur en 2007 avec le Shabab Al-Ahli Club aux Émirats arabes unis, il remporte en 2008 la Coupe des Émirats arabes unis et en 2009 le championnat émirati. Lors de sa dernière saison dans le club émirati, il remporte également le prix de l'entraîneur de l'année. En 2017, il remporte en tant qu'entraîneur adjoint de Houcine Ammouta, le championnat marocain et la Ligue des champions de la CAF.
| Al-Ahli Club (2) :                                                                                                 | Wydad AC (2) :                                                                                      | Distinctions personnelles                                   |
| --- | --------------------------------------------------------------------------------------------------- | ----------------------------------------------------------- |
| - Championnat des Émirats arabes unis (1) - Champion : 2009 - Coupe des Émirats arabes unis (1) - Vainqueur : 2008 | - Championnat du Maroc (1) - Champion : 2017 - Ligue des champions de la CAF (1) - Vainqueur : 2017 | - Entraîneur de l'année en 2009 avec le Shabab Al-Ahli Club |

## Vie privée

### Humanitaire
Le 9 septembre 2023, alors qu'il se trouve à Agadir, il se présente exclusivement à l'hôpital avec ses coéquipiers de la sélection marocaine pour un don de sang pour les blessés du séisme au Maroc,,.